# Clay Allison

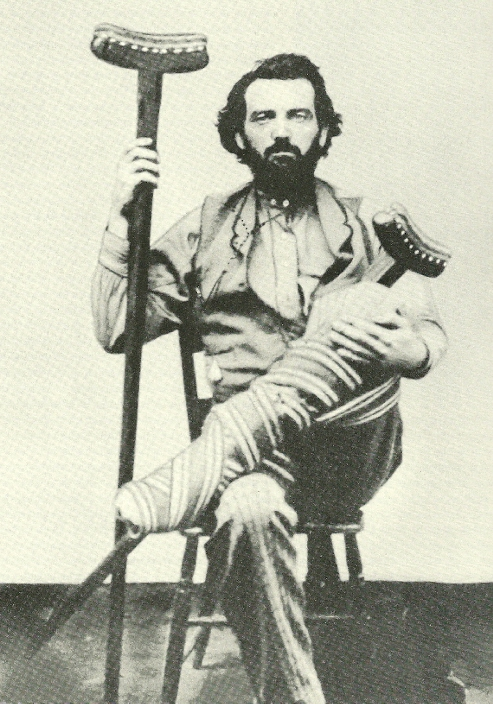
Clay Allison um 1870

Robert A. Clay Allison (* 1840 in  Waynesboro, Tennessee; † 1. Juli 1887 in Pecos, Texas) war ein Revolverheld des „Wilden Westens“.

## Leben
Bis zu seinem 21. Lebensjahr lebte und arbeitete Allison in Tennessee auf der Farm seiner Familie. Trotz eines Klumpfußes meldete er sich bei Ausbruch des Sezessionskriegs freiwillig zur Armee der Konföderierte Staaten von Amerika und diente bis zum Kriegsende in verschiedenen Einheiten. Einige Monate nach Ende des Krieges zogen die drei Allisonbrüder (Clay, John und Monroe) mit ihrer Schwester Mary sowie deren Ehemann Lewis Coleman nach Texas. In Texas arbeitete Allison zunächst als Cowboy für die Rancher Oliver Loving und Charles Goodnight. Vermutlich war er einer der 18 Treiber, die 1866 eine Herde der beiden Rancher durch Texas und New Mexico nach Colorado begleiteten. Dieser Viehtrieb sollte später als „Goodnight-Loving Trail“ Berühmtheit erlangen.
Ende der 1860er-Jahre ritt Allison für M. L. Dalton und arbeitete als Trailboss für seinen Schwager, der mittlerweile ebenfalls eine Rinderzucht – gemeinsam mit Isaac W. Lacy – betrieb. 1870 zogen Coleman und Lacy nach New Mexico ins Colfax County. Ihre Herde trieb Allison dorthin und erhielt hierfür 300 Stück Vieh als Belohnung. Mit dieser Herde gründete er in Cimarron (New Mexico) eine eigene Ranch, die sich zu einem einträglichen Unternehmen entwickelte.
Am 7. Oktober 1870 führte Allison einen Lynchmob an, der in das Gefängnis von Elizabethtown in der Nähe von Cimarron einbrach und einen des Mordes beschuldigten Mann namens Charles Kennedy im örtlichen Schlachthof hängte. Allison enthauptete die Leiche und  stellte den Kopf in „Henri Lamberts Saloon“ in Cimarron zur Schau.  Im Januar 1874 erschoss er den Revolverhelden Chunk Colbert. Während eines gemeinsamen Essens im „Clifton House“ griff Colbert heimlich unter dem Tisch zu seinem Revolver, blieb aber an der Tischkante hängen und schoss in den Tisch. Hierauf zog Allison seine Waffe und traf Colbert genau über dem rechten Auge. Am 30. Oktober 1875 war Allison erneut an einem Lynchmord beteiligt. Diesmal hieß das Opfer Cruz Vega. Er wurde trotz Nennung des Namens des wirklichen Täters an einem Telegrafenmast aufgehängt. Allison schleifte den Leichnam am Sattelknauf anschließend über Felsen und durch das Gestrüpp.
Am 1. November 1875 erschoss Allison den Revolverhelden Pancho Griego, einen Freund des zwei Tage zuvor gelynchten Cruz Vega. Dieser wollte seinen Freund rächen. In einer Ecke des Saloons des St. James Hotel feuerte Allison drei Schüsse auf Griego ab, worauf dieser kurz darauf starb.  Nach einem missglückten Versuch, der Armee eine Maultierherde zu stehlen, schoss er sich auf der Flucht versehentlich in den rechten Fuß, was seine Behinderung weiter verschlimmerte. Seither musste Allison an einem Stock gehen. Am 21. Dezember 1876 erschoss er in Las Animas (Colorado) den Deputy Sheriff und Ortspolizisten Charles Faber. Allison und sein Bruder John feierten in der „Olympic Dance Hall“ ein Trinkgelage. Faber bat beide, ihre Waffen abzugeben, was die Brüder verweigerten. Nachdem die Brüder mehrere Gäste beleidigt hatten sowie anderen Paaren beim Tanzen absichtlich auf die Füße getreten waren, gelangten diese Beschwerden zu Charles Faber. Dieser rekrutierte daraufhin zwei Deputys, besorgte sich eine Schrotflinte und begab sich zur Dance Hall.
Als Faber den Saal betrat feuerte er einen der beiden Flintenläufe ab, deren Ladung Rehposten John Allison an Brust und Schulter traf. Clay Allison zog seinen Revolver und schoss viermal auf Faber.  Im Fallen ging der zweite Lauf von Fabers Flinte los und traf John Allison ein zweites Mal. Die beiden Deputys wandten sich zur Flucht, wurden von Clay Allison allerdings verfolgt. Vor der Eingangstreppe des „Olympic“ schoss er seine Revolver auf die Deputys leer, ohne jedoch zu treffen.  Nachdem John Allison weggetragen worden war, stellte sich Clay Allison dem County Sheriff. John Allison erholte sich von seinen Verletzungen und Clay Allison wurde aus der Haft entlassen.
1878 trieb Clay Allison eine Rinderherde nach Osten und nahm am „East St. Louis Scrimmage“ teil. Kurze Zeit später verkaufte er seine Ranch und ließ sich als Rindermakler in Hays (Kansas) nieder. 1880 siedelte er erneut um; diesmal auf eine Ranch im Hemphill County (Texas). Ein Jahr später heiratete er und zeugte zwei Töchter. Patsy kam verkrüppelt zur Welt und Clay wurde erst nach seinem Tod geboren. 1886 gründete er im Lincoln County (New Mexico) erneut eine Ranch. Im selben Jahr trieb er eine Herde nach Rock Creek im Wyoming-Territorium. Am 1. Juli 1887 wollte Allison in Pecos (Texas) Vorräte einkaufen. Auf der Fahrt, ungefähr 40 Meilen außerhalb der Stadt, geriet er unter seinen Wagen und zog sich einen tödlichen Schädelbruch zu.

## Adaptionen
- Eine Episode der amerikanischen Westernserie Tales of Wells Fargo aus dem Jahr 1959 dreht sich um Allison.[3]
- Ein Charakter des Videospiels Gun (2005) wurde nach Clay Allison benannt.[4]